# Podbiel (województwo mazowieckie)
Podbiel – wieś sołecka w Polsce, położona w województwie mazowieckim, w powiecie otwockim, w gminie Celestynów.
W latach 1975–1998 wieś administracyjnie należała do województwa warszawskiego.
Wierni Kościoła rzymskokatolickiego należą do parafii św. Bartłomieja Apostoła w Osiecku.

## Integralne części wsi
| SIMC    | Nazwa      | Rodzaj    |
| ------- | ---------- | --------- |
| 0000997 | Kominki    | część wsi |
| 0001005 | Krupińskie | część wsi |
| 0001011 | Rogulskie  | część wsi |
| 0001028 | Rosłońce   | część wsi |
| 0001034 | Satany     | część wsi |

## Historia
Podbiel należąca do gminy Celestynów (od 1952 r.) została założona w XVII w.
Ułożona wzdłuż starego gościńca z Kołbieli do Osiecka.

### Etymologia nazwy
Według niektórych podań nazwa miejscowości pochodzi od jej położenia w pobliżu dużych obszarów łąk które kwitnąc w pewnym okresie letnim stwarzają wrażenie białych stąd też ich regionalna nazwa „biel” (słowotwórczo miejscowość „pod” „bielą” – Podbiel). Inne podania podają, iż nazwa miejscowości jest związana z powszechnym występowaniem na tych terenach rośliny zwanej podbiałem w latach założenia miejscowości, a według kolejnych wywodzi się bezpośrednio od słowa biel oznaczającego wygląd bagna wiosną.

## Przyroda
Sąsiadująca bezpośrednio z jednym z najpiękniejszych terenów Mazowieckiego Parku Krajobrazowego oraz obszarem przyrodniczym bagna Całowanie – najcenniejszego przyrodniczo terenu gminy na terenie którego odkryto najstarsze bo pochodzące z końca epoki lodowcowej ślady osadnictwa na Mazowszu (tzw. osada łowców reniferów – wydma na terenie bagna Całowanie).